# Haploposthia opisthorchis
Haploposthia opisthorchis är en plattmaskart som beskrevs av Mamkaev 1967. Haploposthia opisthorchis ingår i släktet Haploposthia och familjen Haploposthiidae.
Artens utbredningsområde är Norra Ishavet. Inga underarter finns listade i Catalogue of Life.